# 巴赫巴里加奥恩
巴赫巴里加奥恩（Bahbari Gaon），是印度阿萨姆邦Tinsukia县的一个城镇。总人口6159（2001年）。

## 人口
该地2001年总人口6159人，其中男性3297人，女性2862人；0—6岁人口569人，其中男282人，女287人；识字率78.73%，其中男性为82.83%，女性为74.00%。